# ولادیمیر پاتکین
ولادیمیر پاتکین (انگلیسی: Vladimir Patkin؛ زادهٔ ۸ دسامبر ۱۹۴۵) بازیکن والیبال اهل روسیه است.